# 帕卡蘭區
12°51′58″S 76°03′16″W / 12.8662°S 76.0545°W

帕卡蘭區（西班牙語：Distrito de Pacarán），是秘魯的一個區，位於該國中南部利馬大區的卡涅特省，面積258.7平方公里，海拔高度700米，2005年人口1,588，人口密度每平方公里6.1人。